# Manga (Montevideo)
Manga és un barri del nord-est de Montevideo, Uruguai. És una zona poblada que serveix de pont entre el Manga Rural, a l'est, i la ciutat de Montevideo, al sud.
El nom Manga deriva del rierol Mangangá, el qual fa referència a un insecte similar a una abella, amb un gran fibló i un fort brunzit. Amb el temps es va abreujar el nom fins a arribar al topònim actual de Manga. Aquest terme, d'origen guaraní i adoptat per la Reial Acadèmia Espanyola, data de la segona meitat del segle xviii.